# Artèria ilíaca externa
L' artèria ilíaca externa  (TA:  artèria ilíaca externa ) és una artèria de gran calibre a la regió pelviana que s'origina en la ilíaca comuna i que porta sang fonamentalment al membre inferior. L'artèria ilíaca externa és una artèria dual, és a dir, hi ha una a cada costat del cos: una  artèria ilíaca externa dreta  i una altra  esquerra . La  artèria ilíaca externa  va acompanyada de la vena ilíaca externa, que corre posterior a l'artèria.

## Branques
- Branca ureteral.
- Branca epigàstrica.
- Branca circumflexa ilíaca.

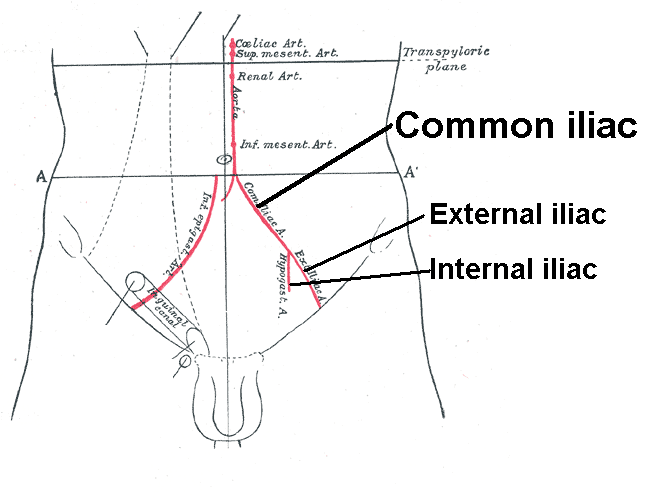
Abdomen de front, mostrant l'artèria ilíaca comú que és l'origen de l'artèria ilíaca externa.

La epigàstrica i la circumflexa ilíaca són col·laterals importants.
- Artèria femoral (es pot considerar una branca terminal, ja que es continua amb aquesta artèria).[1]

## Recorregut
L'artèria ilíaca externa deriva de la bifurcació de l'artèria ilíaca comuna. Descendeix alguna cosa cap endavant i cap a fora de la línia mitjana, fent el seu recorregut cap a extremitat inferior.
- Artèria epigàstrica inferior: Va cap amunt per anastomosar-se amb l'artèria epigàstrica superior (una branca de l'artèria toràcica interna).
- Artèria ilíaca circumflexa profunda: Viatja lateralment al llarg de la cresta ilíaca de la pelvis.
- Artèria femoral: Quan l'artèria ilíaca externa passa per darrere del lligament inguinal, canvia de nom a  artèria femoral .

## Distribució
Es distribueix cap a la paret abdominal, els òrgans genitals externs i el membre inferior.